# Тёнсет, Дидрик
Ди́дрик Тёнсет (норв. Didrik Tønseth; род. 10 мая 1991, Тронхейм) — норвежский лыжник, олимпийский чемпион 2018 года в эстафете, двукратный чемпион мира в эстафетах (2015 и 2017), победитель этапа Кубка мира. Специализируется в дистанционных гонках. Также выступает в легкоатлетическом беге на средние и длинные дистанции.

## Спортивная карьера
В 2015 году в Фалуне Тёнсет стал чемпионом мира в эстафете 4×10 км, в скиатлоне занял 4-е место.
В Кубке мира Тёнсет дебютировал 22 января 2012 года. 20 января 2013 года выиграл этап Кубка мира в эстафете в Ла Клюза. 13 декабря 2014 года выиграл дистанцию 15 км классическим стилем в Давосе. 18 декабря 2016 года вновь одержал победу в составе сборной Норвегии в эстафете в Ла Клюза. В общем зачёте Кубка мира лучшее достижение — 9-е место в сезоне 2015/16.

## Результаты

### Олимпийские игры
| Олимпийские игры | Спринт | Командный спринт | 15 км раздельный старт | 15+15 км скиатлон | 50 км масс-старт | Эстафета |
| ---------------- | ------ | ---------------- | ---------------------- | ----------------- | ---------------- | -------- |
| 2018 Пхёнчхан    | —      | —                | —                      | —                 | —                | 1        |

### Чемпионаты мира по лыжным видам спорта
| Чемпионат мира  | Спринт | Командный спринт | 15 км раздельный старт | 15+15 км скиатлон | 50 км масс-старт | Эстафета |
| --------------- | ------ | ---------------- | ---------------------- | ----------------- | ---------------- | -------- |
| 2015 Фалун      | —      | —                | —                      | 4                 | 50               | 1        |
| 2017 Лахти      | —      | —                | 5                      | 6                 | —                | 1        |
| 2021 Оберстдорф | —      | —                | 5                      | —                 | —                | —        |